# Autoestrada A13-1
La A13-1 o Radial de Coimbra es una autopista portuguesa, que conecta Condeixa-a-Nova con Almalaguês, ambas pertenecientes a la subregión de la Región de Coimbra, ubicada en la Región Central, teniendo una longitud total de 9,4 km. 
Establece la conexión entre la A1 y la A13. Tiene orientación Oeste - Este y también sirve de conexión entre IC2 y la A1.
Está abierto al tráfico desde diciembre de 2012.
Pertenece a la Subconcesión Pinhal Interior en poder de Ascendi. Al igual que la A13, que también forma parte de la Subconcesión Pinhal Interior, la autopista es gratuita.

## Tramos
| Tramo                                 | Situación             | km  |
| ------------------------------------- | --------------------- | --- |
| A 1 Condeixa-a-Nova - A 13 Almalaguês | En servicio (12/2012) | 9,4 |